# Cathédrale de Tropea
La cathédrale de Tropea est une église catholique romaine de Tropea, en Italie. Il s'agit d'une cocathédrale du diocèse de Mileto-Nicotera-Tropea.